# Michael Moynihan (Politiker, 1968)

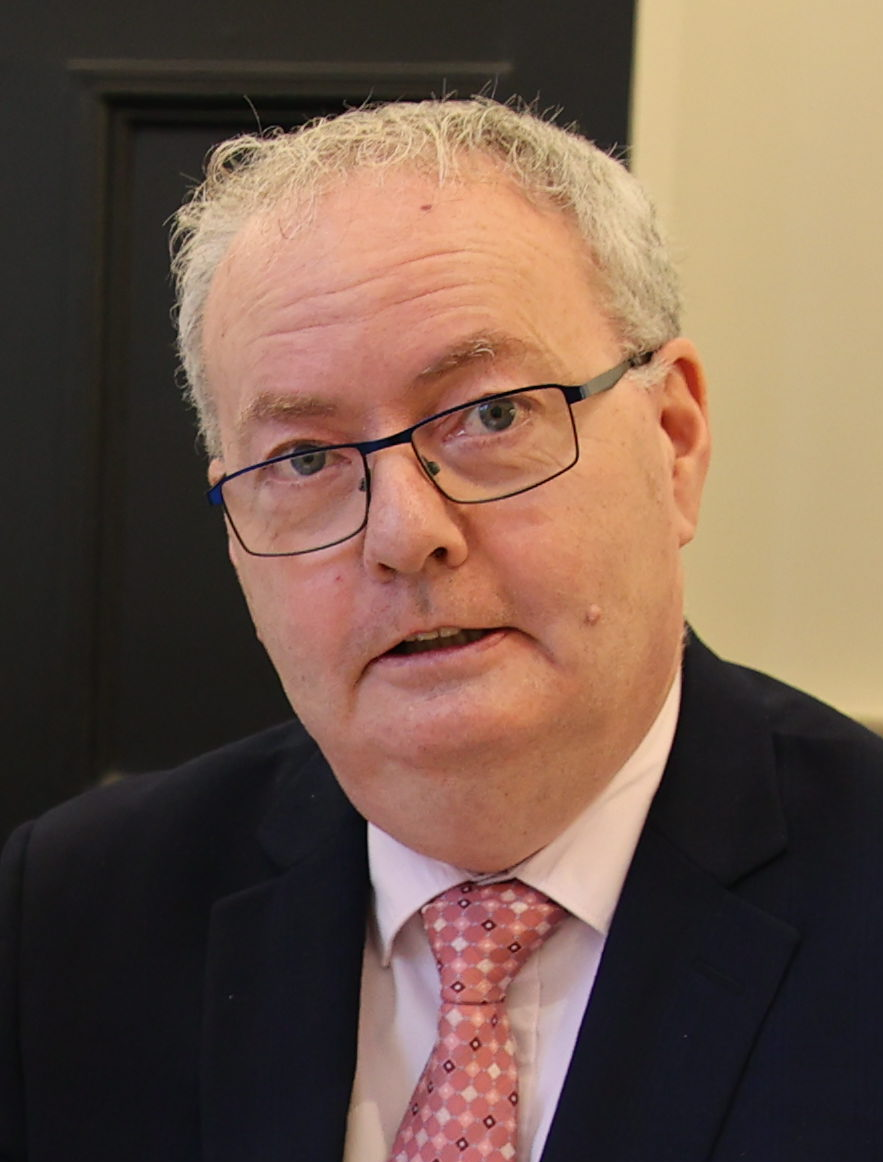
Michael Moynihan, 2024

Michael Moynihan (irisch Mícheál Ó Muimhneacháin; * 12. Januar 1968 in Cork, Irland) ist ein irischer Politiker der Fianna Fáil und Abgeordneter (Teachta Dála) im Dáil Éireann, dem Unterhaus des Oireachtas.

## Biografie
Moynihan wuchs in Kiskeam bei Cork auf und wurde Milchviehzüchter. 1997 wurde er in der früheren Hochburg der Fine Gael, dem Wahlbezirk Cork North West, als Abgeordneter der Fianna Fáil in den Dáil Éireann gewählt.
Bis 2005 war er Vorsitzender der Jugendorganisation der Fianna Fáil (Ógra Fianna Fáil).
Bei den nachfolgenden Wahlen 2002, 2007, 2011, 2016, 2020 und 2024 konnte er den Sitz im Dáil verteidigen. Mit anderen Abgeordneten des gleichen Nachnamens, insbesondere mit Aindrias Moynihan, ist er nicht verwandt.
Am 29. Januar 2025 wurde er in der Regierung Martin II zum Staatsminister für Förderunterricht und Inklusion ernannt.